# Lambert (biskup)

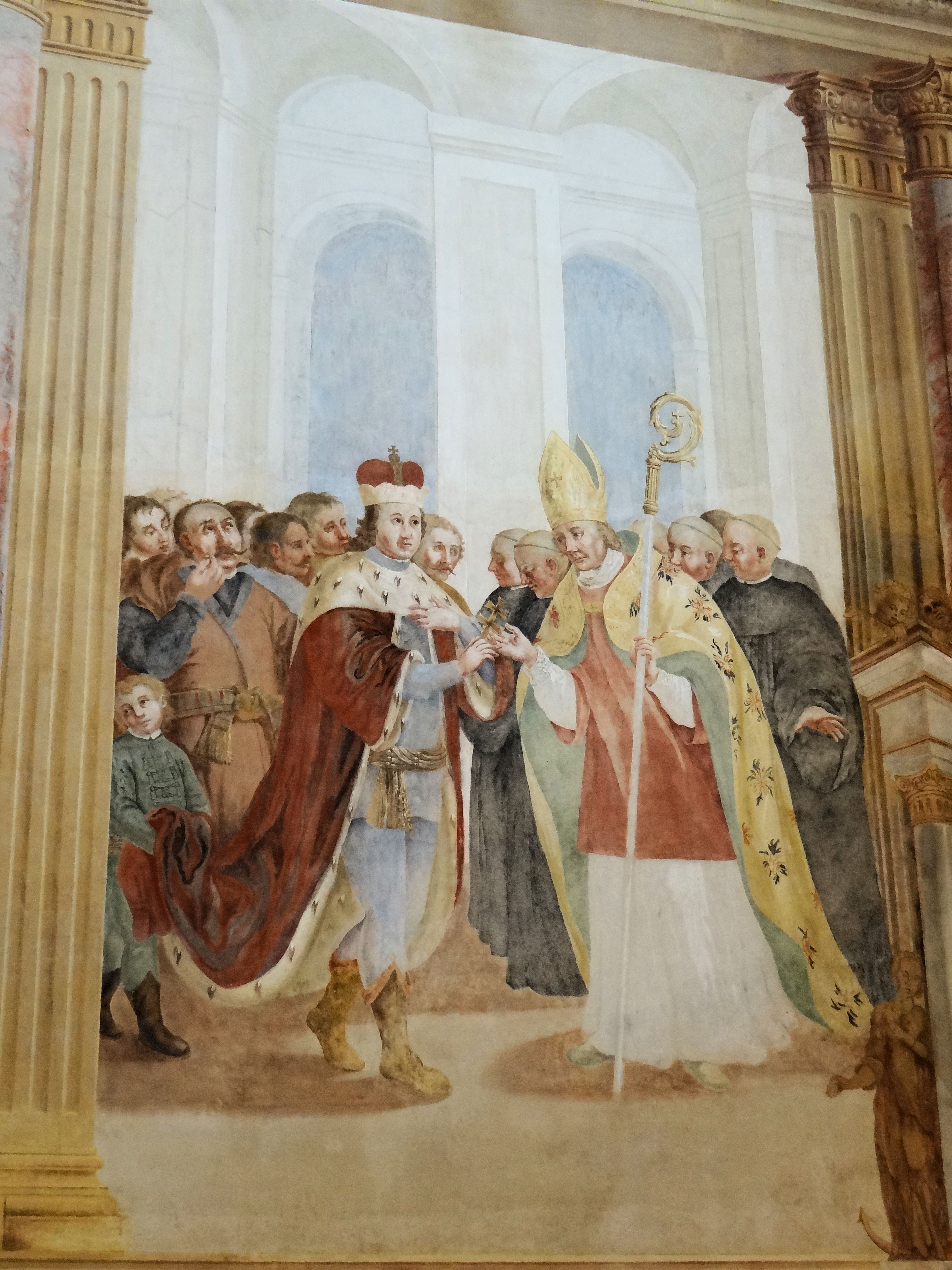
Święty Emeryk przekazuje Relikwię Krzyża Świętego biskupowi krakowskiemu Lambertowi i benedyktynom, fresk Macieja Reichana w kaplicy Oleśnickich w bazylice na Świętym Krzyżu

Lambert (zm. 1030) – biskup krakowski.

## Życiorys
Jego zgon pod 1030 rokiem podaje jedynie "Rocznik kapituły krakowskiej". Nie ma żadnej wzmianki o Lambercie w najstarszym katalogu biskupów krakowskich pochodzącym z XIII wieku.
Kazimierz Jasiński uznał za błędne teorie identyfikujące go z Lambertem, synem Mieszka I. Do identyfikacji tej powrócił jednak Gerard Labuda.